# Alison Cox
Alison Cox (Turlock, 5 de junio de 1979) es una deportista estadounidense que compitió en remo.
Participó en los Juegos Olímpicos de Atenas 2004, obteniendo una medalla de plata en la prueba de ocho con timonel. Ganó dos medallas en el Campeonato Mundial de Remo, en los años 2002 y 2010.

## Palmarés internacional
| Juegos Olímpicos   | Juegos Olímpicos          | Juegos Olímpicos  | Juegos Olímpicos   |
| Año                | Lugar                     | Medalla           | Prueba             |
| ------------------ | ------------------------- | ----------------- | ------------------ |
| 2004               | Atenas (Grecia)           | Medalla de plata  | Ocho con timonel   |
| Campeonato Mundial |                           |                   |                    |
| Año                | Lugar                     | Medalla           | Prueba             |
| 2002               | Sevilla (España)          | Medalla de oro    | Ocho con timonel   |
| 2010               | Cambridge (Nueva Zelanda) | Medalla de bronce | Cuatro sin timonel |